# Iskanje prstnih odtisov DNK
Iskanje prstnih odtisov DNK (angleško Genetic fingerprinting ali DNA testing) je tehnika za identificiranje posameznikov in ugotavljanje sorodstvenih vezi med njimi izključno na podlagi zaporedja njihove DNK. Sodobna različica tehnike temelji na ugotavljanju zaporedja zelo variabilne regije DNK s kratkimi tandemskimi ponovitvami (angleško short tandem repeats, STR), dolžine zaporedij katere so unikatne pri vsakem posamezniku.
Odkritelj testiranja DNK je Alec Jeffreys, genetik z Univerze v Leicestru. Leta 1985 je razvil in objavil metodo ugotavljanja prstnih odtisov DNK, ki je bila še istega leta prvič uporabljena na civilnem sodišču v Združenem kraljestvu za reševanje imigracijskega primera. Mnogo odmevnejši pa je bil leta 1986 primer Enderby s področja kazenskega prava, ko je bil na podlagi metode prstnih odtisov DNK prijet Colin Pitchfork, posiljevalec in morilec dveh 15-letnih deklic ter naslednje leto kasneje tudi spoznan za krivega.

## Postopek

### Jemanje vzorcev
DNK za analizo lahko izvira iz:
- posameznika neposredno, največkrat iz vzorca ustne sluznice ali telesnih tekočin. Takšna metoda je najenostavnejša in najzanesljivejša, saj gre za svež material, kjer biološke molekule še ne razpadajo. V praksi traja takšna izolacija 2–3 dni.
- z drugimi metodami identificiranih ostankov, največkrat kosti. DNK v kosteh je obstojnejša kot tista v mehkih tkivih, kljub temu pa s propadanjem kostnega tkiva drastično pada tudi kakovost vzorca DNK. Najustreznejše v ta namen so dolge kosti, sledijo medenične kosti in kosti lobanje. Postopek izolacije je dolgotrajnejši, saj zahteva mehansko in kemično čiščenje površine ter mletje kosti v prah, šele nato sledijo klasične metode izolacije. V praksi traja celoten postopek 10 do 14 dni.
- njegovih osebnih predmetov (zobna krtačka, britvica ...)
- shranjenega vzorca tkiv ali telesnih tekočin (npr. vzorci za biopsijo v bolnišnici)
- krvnega sorodnika

### Analiza
Postopki za pridobivanje fragmentov DNK, ki so unikatni za vsakega posameznika, so se od vpeljave metode bistveno posodobili in z njimi danes testirajo več različnih tipov DNK.

#### RFLP
Metoda, s katero se je Jeffreys sprva lotil pridobivanja fragmentov, je polimorfizem dolžin restrikcijskih fragmentov (angleško restriction fragment length polymorphism ali RFLP, v ameriški strokovni literaturi tudi riflip). Specifične endonukleaze dajejo fragmente DNK različnih dolžin pri isti vrsti. Take variacije v dolžinah nastanejo zaradi mutacij, ki spreminjajo položaj razpoznavnih mest za te encime. Jeffreys se je osredotočil na t. i. minisatelitske regije DNK, kratke in zelo variabilne odseke človekovega genoma, jih izrezal s kombinacijo restrikcijskih encimov in ugotavljal velikost nastalih fragmentov z metodo Southern blot. Velikost fragmentov je odvisna od zaporedja baznih parov, saj restrikcijski encim reže DNK le ob točno določenem zaporedju. Kombinacija nastalih fragmentov različnih dolžin je ob uporabi zadostnega števila različnih restrikcijskih encimov unikatna za vsakega posameznika.
Glavna slabost te metode je, da zahteva veliko količino DNK (nekaj stokrat več od novejših metod). Poleg tega se z uporabo RFLP ne da slediti posameznim alelom, kar onemogoči ugotavljanje sorodstva. Zaradi nizke cene pa se v kombinaciji z metodo pomnoževanja DNK še danes uporablja v slabše financiranih ustanovah.

#### STR
Odkritje verižne reakcije s polimerazo (PCR) je bistveno olajšalo analizo zelo majhnih in/ali degradiranih vzorcev DNK, saj se s to metodo zaporedje DNK z uporabo encima DNK-polimeraze pomnoži. V namen iskanja prstnih odtisov DNK so sprva uporabljali različne regije genoma, ki so bile bolj ali manj specifične za posameznika, vendar je bila natančnost nižja kot pri metodi RFLP, težave pa so bile tudi pri ugotavljanju identitete kadar je bil v vzorcu biološki material od dveh ali več posameznikov (npr. pri vaginalnih vzorcih žrtev posilstev).
Zato so se raziskovalci osredotočili na regije DNK s spremenljivim številom tandemskih ponovitev (VNTR), natančneje na kratke tandemske ponovitve (angleško short tandem repeats, STR). To so kratka zaporedja baznih parov (med 2 in 5) na več mestih v genomu, ki se večkrat ponovijo, število ponovitev pa se lahko razlikuje od posameznika do posameznika. Zaporedja, kjer se ponavljata samo dva bazna para, so nezanesljiva, saj se lahko število razlikuje od tkiva do tkiva pri istem človeku, zato se s to metodo ciljajo zaporedja, kjer se ponavlja 3 do 5 baznih parov (največkrat 4). Sčasoma so metodo standardizirali in forenzični laboratoriji v določeni državi pomnožujejo in preučujejo točno določena mesta (lokuse), kjer se nahajajo ta zaporedja. Dva človeka imata lahko na enem lokusu enako število ponovitev, ob kombinaciji dovolj velikega števila lokusov, ki so neodvisni drug od drugega, pa je rezultat nedvoumen in verjetnost, da bosta imela dva človeka povsem isto kombinacijo STR-jev, je zanemarljiva.

#### Y-kromosomi
Ena od najnovejših različic iskanja prstnih odtisov DNK cilja kratke tandemske ponovitve na Y- (spolnem) kromosomu (t. i. Y-STR). Omogoča razločevanje moške in ženske DNK iz pomešanih vzorcev. Y-kromosomi se dedujejo le od očeta na njegove moške potomce, zato je metoda uporabna pri identifikaciji sorodnikov po moški liniji. Z njo so konec 20. stoletja potrdili, da je imel Thomas Jefferson sina z eno od svojih suženj.

#### Mitohondrijska DNK
Za zelo majhne ali zelo degradirane vzorce, kjer ni več mogoče pomnožiti vseh standardnih lokusov STR, včasih preučijo mitohondrijsko DNK (mtDNK) za razliko od ostalih metod, kjer preučujejo jedrno. MtDNK je namreč v celici prisotna v več tisoč kopijah in laže je dobiti dovolj velik vzorec, npr. pri ostankih kosti ali las brez korenine. Ker se mitohondrijska DNK deduje le po materini liniji, predstavlja uporaben marker za ugotavljanje sorodnosti po ženski liniji, za identifikacijo posameznikov pa ni tako uporabna, saj je malo variabilna.

## Uporaba
Prstni odtisi DNK so se izkazali kot zanesljiva metoda določanja identitete posameznika, zato se široko uporablja v forenziki pri ugotavljanju osumljenčeve prisotnosti na mestu zločina oz. stika z žrtvijo. Na podlagi prstnih odtisov DNK so razrešili že mnogo odmevnih primerov v kazenskem pravu, kjer so bili ostali dokazi nezadostni. Prvi tak primer je bil že kmalu po odkritju metode primer posilstva in umora dveh 15-letnih deklic v Angliji. Ker s klasičnimi forenzičnimi metodami niso mogli odkriti storilca, so vzeli vzorce vsem 5000 prebivalcem na območju umora. Prstni odtisi DNK so razkrili krivca, Colina Pitchforka, ki je ob prvem jemanju vzorcev prepričal prijatelja da gre na oddajo v njegovem imenu. Pitchfork je bil obsojen na dosmrtno ječo in je v zaporu vse odtlej.
Standardizacija metode (tako jemanja vzorcev kot njihove analize) je pripomogla k temu, da so rezultati danes splošno sprejeti kot dokazni material na sodiščih v državah, kjer se vzorci rutinsko zbirajo. Pripomogla je tudi k osvoboditvi nekaterih obsojencev, pri katerih se je šele ob analizi prstnih odtisov DNK pokazalo, da niso mogli zagrešiti očitanega dejanja. Obramba je v začetku v primerih, kjer je bil kot dokazno gradivo predstavljen prstni odtis DNK, spodbijala verodostojnost na podlagi statističnega izračuna, da je v populaciji 60 milijonov ljudi (koliko ima približno prebivalcev Združeno Kraljestvo) 12 posameznikov, ki imajo enako zaporedje RFLP-jev. Res je, da prstni odtis DNK ni zanesljiv kot edini dokaz, a je ob upoštevanju ostalih okoliščin (alibija, pričevanj, materialnih dokazov ...) dovolj obremenjujoč. Večja težava so napake pri analizi, ki so bolj omejujoč dejavnik pri natančnosti kot verjetnost, da imata dva posameznika ista prstna odtisa DNK.

### Hranjenje podatkov
V državah, kjer se poleg ostalih biometričnih podatkov osumljencev za kazniva dejanja zbirajo tudi prstni odtisi DNK, se vzpostavijo nacionalne baze DNK. DNK s prizorišč kaznivih dejanj se primerja s prstnimi odtisi v bazah in na podlagi tega ugotavlja identiteta osumljencev. Prvo nacionalno bazo DNK so vzpostavili v Združenem kraljestvu, kateri je kmalu sledil ameriški sistem CODIS (Combined DNK Index System), ki je danes največja tovrstna baza podatkov, saj se v 40 zveznih državah zbira in analizira vzorce osumljencev vseh kaznivih dejanj. V ostalih zbirajo le vzorce osumljencev spolnih deliktov, čemur je bil sistem CODIS v osnovi namenjen. Tudi v Angliji in Walesu v Združenem kraljestvu danes zbirajo vzorce vseh osumljencev in jih hranijo šest let, vzorce osumljencev terorističnih dejanj pa neomejeno dolgo. V bazi podatkov so tako vzorci 4,5 milijonov posameznikov. Praksa je deležna precej kritik javnosti, saj po mnenju mnogih pretirano posega v zasebnost državljanov.
V Sloveniji takšna baza obstaja od leta 1998 na Centru za kriminalistično tehnične preiskave v okviru MNZ in je četrta najstarejša v Evropi. Do leta 2000 so zbrali že 2000 vzorcev, na podlagi katerih so že takrat v povprečju povezali eno osebo s kaznivim dejanjem na teden. Leta 2007 je stopila v veljavo Prümska pogodba, ki omogoča izmenjavo podatkov iz nacionalnih baz DNK med nekaterimi evropskimi državami in h kateri je kasneje pristopila tudi Slovenija.